# Москаленко, Иван Ефимович
Иван Ефимович Москаленко (1915—1971) — лётчик-штурмовик, командир авиационной эскадрильи 946-го штурмового авиационного полка 231-й штурмовой авиадивизии, полковник Советской Армии, Герой Советского Союза (1944).

## Биография
Родился 10 октября 1915 года в селе Дедов (ныне — Стародубский район Брянской области). После окончания девяти классов школы и горнопромышленного училища работал машинистом врубовой машины на шахте в Сталино.
В 1936 году Москаленко был призван на службу в Рабоче-крестьянскую Красную Армию. В 1938 году он окончил Ворошиловградскую военную авиационную школу пилотов.
С июля 1942 года — на фронтах Великой Отечественной войны. К сентябрю 1943 года капитан Иван Москаленко командовал эскадрильей 946-го штурмового авиационного полка 231-й штурмовой авиадивизии 1-й воздушной армии Западного фронта. К тому времени он совершил 70 боевых вылетов на штурмовку скоплений боевой техники и живой силы противника, нанеся ему большие потери.
Указом Президиума Верховного Совета СССР «О присвоении звания Героя Советского Союза офицерскому составу военно-воздушных сил Красной Армии» от 4 февраля 1944 года за «образцовое выполнение боевых заданий командования на фронте борьбы с немецкими захватчиками и проявленные при этом отвагу и геройство» был удостоен высокого звания Героя Советского Союза с вручением ордена Ленина и медали «Золотая Звезда».
После окончания войны продолжил службу в Советской Армии. В 1947 году окончил Высшие лётно-тактические курсы.
В 1956 году был уволен в запас в звании полковника. Проживал в Липецке.
Умер 26 ноября 1971 года.

## Награды
- Медаль «Золотая Звезда»;
- орден Ленина;
- три ордена Красного Знамени;
- орден Отечественной войны 1-й степени;
- орден Красной Звезды;
- медали, в том числе:
  - медаль «За оборону Сталинграда».

## Память
- Имя Героя высечено на Стене Героев в городе Липецке.
- Именем Героя названа улица в родном селе Дедов Стародубского района Брянской области.